# 享樂團購網
享樂團購網（英語：FunShare）是香港一個已結業的團購網站。
享樂團購網於2010年創立，創辦人為鄭維章。2016年3月16日，享樂團購網宣佈結業，其客戶服務部會運作至4月15日。

## 外部連結
- 享樂團購網 - Facebook專頁 （页面存档备份，存于）